# Jeleznogorsk
Jeleznogorsk (en rus Железногорск) és una ciutat tancada del krai de Krasnoiarsk, a Rússia. Es troba al sud de Sibèria, a 37 km al nord-est de Krasnoiarsk.

## Història
El 1950 la construcció de la ciutat tancada de Jeleznogorsk es realitzà per protegir les activitats de fabricació de caps nuclears dels míssils intercontinentals. Durant la major part de la seva existència ni tan sols tenia nom, se la coneixia amb el nom d'un apartat de correus, Krasnoiarsk-26.
D'ençà el 1992 la vila deixà de ser secreta i el 1996 els veïns de la ciutat van fer una votació perquè aquesta continues sent una ciutat tancada.
A començaments del segle xxi ja només quedava un reactor nuclear en funcionament. Avui dia havent-se desmantellat la indústria nuclear que hi havia, ha estat substituïda per una nova indústria, ja que hi ha diverses plantes de producció d'alta tecnologia, arribant-se a construir fins a tres quartes parts dels satèl·lits russos.